# Daruvar
Daruvar este un oraș în cantonul Bjelovar-Bilogora, Croația, având o populație de 11.633 de locuitori (2011).

## Demografie
Componența etnică a orașului Daruvar
     Croați (61,28%)
     Cehi (21,36%)
     Sârbi (12,28%)
     Necunoscut (1,89%)
     Neclasificat (2,84%)
Componența confesională a orașului Daruvar
     Catolici (75,49%)
     Ortodocși (10,23%)
     Fără religie și atei (6,71%)
     Protestanți (1,25%)
     Necunoscută (3,98%)
     Alte religii (2,3%)
Conform recensământului din 2011, orașul Daruvar avea 11.633 de locuitori. Din punct de vedere etnic, majoritatea locuitorilor (61,28%) erau croați, existând și minorități de cehi (21,36%) și sârbi (12,28%). Apartenența etnică nu este cunoscută în cazul a 1,89% din locuitori. Din punct de vedere confesional, majoritatea locuitorilor (75,49%) erau catolici, existând și minorități de ortodocși (10,23%), persoane fără religie și atei (6,71%) și protestanți (1,25%). Pentru 3,98% din locuitori nu este cunoscută apartenența confesională.